# 打渡状
打渡状（うちわたしじょう）は、室町幕府に命令によって行われた遵行の結果として、幕府が認めた知行者（あるいはその代理人）の渡される文書のこと。渡状（わたしじょう）とも。

## 概要
室町幕府が決定した所領政策（恩賞・寄進・所務沙汰など）の実行は、通常はその決定を記した将軍の御判御教書とその実現を記した管領施行状や奉行人奉書が当該地の守護に下され、守護が守護代を介して守護使（遵行使）に遵行状を出して現地における決定の実現を行わせた（守護の遵行状を守護代が受けた場合には守護代が守護使に対して守護の遵行状の内容を実行する旨の遵行状を発給する。また、守護が直接守護使に遵行状を出す場合もある）。この過程を遵行と称し、通常は守護が派遣した守護使（遵行使）が執り行ったことから使節遵行と称した。
現地の手続が完了した後、守護代もしくは守護使が幕府が認めた知行者に対して遵行が実現されて権利が確保され、打渡（引渡）が完了されたことを示すために出したのが打渡状である。元々遵行状と打渡状の文書機能は同一の性格を有しており、遵行状の一種・派生と呼ぶべき性格を有していた。打渡状は「仍渡状如件」で締めくくるのが一般的で、遵行を行った守護使が2名であった場合には連署して出す場合と個々に別々に出す場合があった。なお、形式上は打渡状の発給は遵行を行った側（守護代・守護使）の義務ではなく、あくまでも知行者（あるいは代理人）の要請を受けて打渡状を発給、もしくは遵行状自体を打渡状の代わりとして手渡し、知行者側も請取状を発給して引換とした。また、知行者側が遵行状と打渡状の両方を獲得して処分決定の文書などとつなぎ合わせるなどの措置を取って一連の証文として保管して後日の紛争に備える場合も有った。一方、請取証を受け取った守護代・守護使は守護への請文を提出する際にこれを証明として用いた。請取状・請文は守護から幕府に提出されて遵行実施の証明とされるが、稀に知行者に渡される場合もあり、処分決定の文書・遵行状・打渡状・請取状・請文が知行者によって一連の証文として整理されている場合もあった。